# Red River (Wisconsin)
Red River es un pueblo ubicado en el condado de Kewaunee en el estado estadounidense de Wisconsin. En el Censo de 2010 tenía una población de 1.393 habitantes y una densidad poblacional de 14,98 personas por km².

## Geografía
Red River se encuentra ubicado en las coordenadas 44°38′9″N 87°42′11″O / 44.63583, -87.70306. Según la Oficina del Censo de los Estados Unidos, Red River tiene una superficie total de 93 km², de la cual 90 km² corresponden a tierra firme y (3.22%) 3 km² es agua.

## Demografía
Según el censo de 2010, había 1.393 personas residiendo en Red River. La densidad de población era de 14,98 hab./km². De los 1.393 habitantes, Red River estaba compuesto por el 98.78% blancos, el 0.14% eran afroamericanos, el 0.22% eran amerindios, el 0% eran asiáticos, el 0.07% eran isleños del Pacífico, el 0.36% eran de otras razas y el 0.43% pertenecían a dos o más razas. Del total de la población el 1.08% eran hispanos o latinos de cualquier raza.